# Timaszewo (obwód samarski)
Timaszewo (ros. Тимашево) – wieś (sieło) w Rosji, w obwodzie samarskim, w rejonie kiniel-czerkaskim. W 2010 liczyła 5651 mieszkańców.